# První bitva o Narvu (1919)
Bitva o Narvu byla bitva Estonské osvobozenecké války, kterou svedli příslušníci Rudé armády s Estonci a finskými dobrovolníky. První útok provedli Finští dobrovolníci (A. Eskola, B. Dahlgren). Ti o Narvu úspěšně bojovali den. Potom jim na pomoc přišli Estonci pod velením generála Tõnissona, kteří dobojovali bitvu o Laagnu.